# NGC 7657
NGC 7657 é uma galáxia espiral barrada (SBd) localizada na direcção da constelação de Tucana. Possui uma declinação de -57° 48' 19" e uma ascensão recta de 23 horas, 26 minutos e 47,1 segundos.
A galáxia NGC 7657 foi descoberta em 2 de Outubro de 1836 por John Herschel.